# Ware Shoals
Ware Shoals város az USA Dél-Karolina államában, Abbeville, Greenwood és Laurens megyében. Lakosainak száma 1701 fő (2020. április 1.).

## Népesség
A település népességének változása:
| Lakosok száma | 2480 | 2170 | 1701 |
|               | 1970 | 2010 | 2020 |